# A Certain Ratio
Pour les articles homonymes, voir ACR.
A Certain Ratio (ACR) est un groupe de rock alternatif britannique, originaire de Manchester, en Angleterre, formé en 1977, mélangeant soul, funk, jazz, et sons électroniques.

## Biographie
En 1977, le chanteur-trompettiste Simon Topping et le guitariste Peter Terrell, féru de sons électroniques, forment un duo, rejoint l'année suivante par le guitariste Jez Kerr et le guitariste-trompettiste Martin Moscrop. Le quartet jouera sans batteur pendant près d'un an. Leur nom provient du refrain de la chanson The True Wheel (« Looking for a certain ratio... ») tirée de l'album de Brian Eno, Taking Tiger Mountain (By Strategy) (1974).
Grâce au soutien indéfectible de Tony Wilson, leur premier single All Night Party (FAC 5, septembre 1979) est l'une des cinq premières références du label Factory Records et la première en tant que formation musicale, et peu après ils sont rejoints par le batteur Donald Johnson qui donne au groupe un groove, et un feeling funk presque jazzy. À leurs débuts, chez Factory, ils enregistrent avec le producteur Martin Hannett des singles très déconcertants et novateurs tels que Flight, Do The Du ou encore Shack Up, une reprise de Banbarra. Ce groupe est sans doute le premier de la scène de Manchester à mixer la house music à l'esprit originel du punk, avant New Order et les Happy Mondays. Outre Eno, leurs premières références vont à Parliament, Funkadelic, et Earth, Wind and Fire.
Le premier album studio du groupe, intitulé To Each, est enregistré à New York, et le groupe s'affirme davantage et s'éloigne de Manchester et de Factory. D'autres membres viennent un temps s'ajouter à la troupe comme Martha Tilson (voix, percussions) ou Andy Connell (claviers). Albums, Maxis et autres se suivent tout au long des années 1980. Aujourd'hui le groupe existe toujours malgré les changements de personnel, notamment avec le départ de Simon Topping en 1983 (qui rejoignit ensuite Quando Quango (en)). L'influence et l'héritage de ce groupe sont impressionnants. En 1992, ils se qualifient eux-mêmes de « Mike Tyson de la funk ».
Le groupe annonce son retour à l'Offset Festival de Londres en septembre 2009, avec The Slits, après une performance au feu Factory Records de Dublin, en mars 2009. Ils jouent au Plan K, de Molenbeek à Bruxelles le 12 décembre 2009 pendant l'événement A Factory Night (And then Again).
En mai 2011, ils jouent le Satellite Stage au festival Friends of Mine à Capesthorne Hall, près de Macclesfield.

## Style musical
Le style musical d'ACR est directement issu du punk, qui a stimulé le lancement de ses membres dans la musique, ainsi que le funk dont tous étaient adeptes. Ce groupe, la première signature du jeune label Factory, évolue donc dans une sorte de mélange expérimental de funk, punk, house music, sonorités latines, voir de dub et d'industriel.
Le résultat est unique et très étrange ; les voix morbides se mélangent à une musique à la fois très joyeuse, funky, dansante quoique toujours raide et aussi parfois franchement inquiétante. Sur scène, le groupe ressemble à des scouts, des scouts en baggy, ils récupèrent des vêtements de l'armée. Ils utilisent toute sorte d'instruments, cuivres, sifflets, clochettes … et se les échangent. La voix de Simon Topping n'est pas sans ressemblance avec celle du chanteur Ian Curtis de Joy Division avec qui ils tournaient beaucoup à leurs débuts.

## Discographie

### Albums studio
- 1980 - The Graveyard and the Ballroom
- 1981 - To Each…
- 1982 - Sextet
- 1982 - I'd Like to See You Again
- 1986 - Force
- 1989 - Good Together
- 1990 - Acr:Mcr
- 1992 - Up in Downsville
- 1997 - Change the Station
- 2008 - Mind Made Up
- 2020 - ACR Loco
- 2021 - ACR:EPA (EP)
- 2021 - ACR:EPC (EP)
- 2021 - ACR:EPR (EP)
- 2023 - 1982
- 2024 - It All Comes Down to This

### Compilations & Live
- 1985 - Live: America 1985
- 1986 - The Old and the New (Compilation singles 1978-1985)
- 1994 - Looking for a Certain Ratio... (Album de remixes)
- 2002 - Early (Compilation rétrospective 1979-1985 inclus singles, faces B, sessions)
- 2005 - Live in Groningen (Holland) 26.10.1980
- 2019 - ACR:BOX (Coffret 4CD inclus singles, faces B, versions alternatives, raretés, démos et inédits)
- 2021 - Loco Remezclada (Album de remixes)
- 2024 - Christmasville EP UK

### Singles
- All Night Party / The Thin Boys 7" - FAC 5
- Flight / Blown Away / And Then Again 12" - FAC 22
- The Double 12" (12" 2 x 12", 7 tracks) - FAC 42
- Waterline / Funaezekea 12" - FAC 52
- Knife Slits Water / Tumba Rumba 7" - FAC 62-7
- Knife Slits Water / Kether Hot Knives 12" - FAC 62-12
- I Need Someone Tonight / Don't You Worry 'Bout a Thing 12" - FAC 72-12 (Also promo 7" FAC 72/7)
- Life's A Scream / There's Only This 12" - FAC 112
- Life's A Scream (Edit) / There's Only this (Edit) 7" - FAC 112P
- Wild Party / Sounds Like Something Dirty 12" - FAC 128
- Mickey Way (The Candy Bar) / Inside / Si Firmi O Grido 12" - FAC 168
- Bootsy / Inside 7" (seulement en Australie) - FAC 1667
- Bootsy (Remix) / Mickey Way 12" (seulement en Australie) - FAC 16612